# Concile d'Avignon (1594)
Pour les articles homonymes, voir Concile d'Avignon.
En 1594 se tient le concile d’Avignon. 